# جاي مايكل هارتر
جاي مايكل هارتر (بالإنجليزية: J. Michael Harter) هو مغن مؤلف أمريكي، ولد في 7 يناير 1979.